# زراردة
زراردة هي جماعة مغربية تابعة لإقليم تازة، جهة فاس مكناس، يبلغ عدد سكان زراردة 10.092 نسمة. وفقا لتعداد عام 2004.

## أحياء الجماعة
- لرياب
- قصارات
- حدادة
- أشبار